# Эминак

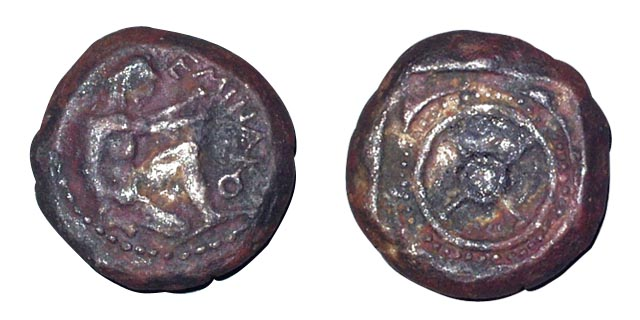
Монета Эминака.

Эминак (др.-греч. Εμινακος) — скифский наместник в Ольвии, выпускавший свои монеты во второй трети V в. до н. э. Имя известно по сохранившимся ольвийским серебряным статерам. Согласно предложенной П. О. Карышковским датировке, время наместничества Эминака соответствует времени правления царя скифов Скила (~465 — ~446). Вероятнее всего, принадлежал к правящей скифской династии.
Выпуск серебряной монеты Ольвией отражал попытку ольвиополитов противостоять экспансии Истрии на территорию Скифии, поддерживаемую династом Скилом.